# Estação Campo Grande (Metropolitano de Lisboa)
Campo Grande é uma estação dupla do Metropolitano de Lisboa, em Portugal, onde se interligam as linhas Amarela a Verde. Situa-se no concelho de Lisboa, entre as estações Quinta das Conchas e Cidade Universitária, na Linha Amarela, e Telheiras e Alvalade, na Linha Verde. O tempo máximo de circulação pedonal entre as duas estações é dado pela empresa como 1 minuto e 40 segundos. Foi inaugurada a 3 de abril de 1993, com a particularidade de ter sido a primeira estação da rede construída em viaduto.

## Descrição
Esta estação está localizada junto ao Viaduto do Campo Grande e à Rua Cipriano Dourado. Esta estação possibilita o acesso ao Museu da Cidade, ao Museu Rafael Bordalo Pinheiro, ao Estádio José Alvalade, à Faculdade de Ciências da Universidade de Lisboa, à Universidade Lusófona e ao terminal rodoviário que se localiza nessa zona. Devido à construção da estação em viaduto, o átrio da mesma encontra-se no 1º piso, estando o piso térreo ocupado com uma vasta zona comercial, um Espaço Cliente, uma zona de casas de banho e várias zonas reservadas e equipamentos. O projeto arquitetónico é da autoria do arquiteto Ezequiel Nicolau e as intervenções plásticas do artista plástico Eduardo Nery.

## História
A estação esteve encerrada entre os dias 15 e 26 de abril de 2023 e entre as 21h00 do dia 7 de julho de 2023 e as 12h00 do dia 8 de julho de 2023 devido aos trabalhos de integração dos novos viadutos construídos na zona poente da mesma.

## Modernização e intervenções de acessibilidade
No dia 26 de junho de 2023 tiveram início os trabalhos de modernização das 12 escadas mecânicas da estação e de instalação de 4 elevadores, um entre o piso térreo, junto ao Acesso 1, e o átrio, e 3 entre o átrio e cada uma das plataformas. Esta intervenção significou um investimento de 2,9 milhões de euros e deverá estar concluída no final de 2023.

## Acessos
Esta estação conta com quatro acessos pedonais:
- Acesso 1 - está localizado na Estrada de Telheiras, no lado norte do edifício da estação. Está direcionado para norte e conta com uma rampa para o piso térreo e escadas pedonais para o 1º piso, possibilitando o acesso direto a um dos dois terminais rodoviários aí existentes.
- Acesso 2 - está localizado na Rua Actor António Silva, no lado sul do edifício da estação. Está direcionado para sul e conta com uma rampa para o piso térreo e duas escadas mecânicas e duas escadas pedonais pedonais para o 1º piso.
- Acesso 3 - está localizado no lado poente do edifício da estação. Está direcionado para poente e conta com uma rampa para o piso térreo, permitindo o acesso direto à zona comercial da estação.
- Acesso 4 - está localizado no lado poente do edifício da estação. Está direcionado para poente e conta com uma rampa para o piso térreo, permitindo o acesso direto à zona comercial da estação e a um dos dois terminais rodoviários aí existentes.